# وو نایچون
وو نایچون (انگلیسی: Wu Naiqun؛ زادهٔ ۴ فوریهٔ ۱۹۷۱) بازیکن بسکتبال اهل چین است. وی در بازی‌های المپیک تابستانی ۱۹۹۶ شرکت کرده‌است.